# Historie af Danmark
Historie af Danmark er et historieværk i 14 bind skrevet af den kongelige danske historiograf Peter Frederik Suhm (1728–1798), udgivet mellem 1782 og 1824.
Værket består af følgende bind:
Bd I - Fra de ældste Tider til Aar 803	(1782)
Bd II - Fra Aar 804 til 941	(1784)
Bd III - Fra Aar 942 til 1035	(1787)
Bd IV - Fra Aar 1035 til 1095	(1790)
Bd V - Fra Aar 1095 til 1147	(1792)
Bd VI - Fra Aar 1147 til 1152	(1793)
Bd VII - Fra Aar 1157 til 1182	(1800)
Bd VIII - Fra Aar 1182 til 1202	(1806)
Bd IX - Fra Aar 1202 til 1241	(1808)
Bd X - Fra Aar 1241 til 1286	(1809)
Bd XI - Fra Aar 1286 til 1319	(1812)
Bd XII - Fra Aar 1320 til 1340	(1824)
Bd XIII - Fra Aar 1340 til 1375	(1826)
Bd XIV - Fra Aar 1375 til 1400	(1828) - Ugivet med en fortale af Rasmus Nyerup.
| Bog | Spire Denne artikel om bøger og tidsskrifter er en spire som bør udbygges. Du er velkommen til at hjælpe Wikipedia ved at udvide den. |